# Lucas Martínez de Frías
Lucas Martínez de Frías (Jaén, 1616 - Lima (Perú), 28 de enero de 1677), también conocido como Capitán Pocasangre, fue un vecino de Jaén que marchó a las Indias en busca de prosperidad, alistándose como soldado. Tras ganar fama militar, fue nombrado capitán en la Ciudad de los Reyes —Lima—, capital del Virreinato de Perú.

## Legado del Capitán Pocasangre
Por el legado que Lucas Martínez de Frías reflejó en su testamento, realizado en la ciudad de Lima ante el escribano Alonso Martínez de Palacios, en el que nombraba como depositario a Diego Frías de Montemayor, hermano suyo residente en Jaén, se conoce que el Capitán Pocasangre medró e hizo gran fortuna en las Indias.
De esta manera, de entre sus fortunas se sabe que el maestre de plata, Juan Bautista de Olanda, del galeón San Antonio de Padua, que llegaba de Portobelo, llevaba consigo 350 pesos de ocho reales de plata cada uno, así como una serie de joyas que le había entregado el Capitán Pocasangre.
En otra manda, el referido Capitán legaba «hasta 100 reales de a ocho de plata, para el colegio de los jesuitas de Jaén».
En 1684, don Juan Roldán, albacea testamentario del Capitán, enviaba la suma de ocho mil quinientos pesos a don Diego de Frías y Montemayor por medio del tesorero de la Real Armada don Francisco Chabeiazu.
Por otra parte, el día 21 de octubre de 1677 se finalizaba la sala de mujeres y el crucero del Hospital de San Bartolomé de Lima gracias a una aportación de 15.000 pesos que el Capitán Lucas Martínez de Frías dejaba legados en su testamento.

### Camarín de Jesús
Don Lucas Martínez de Frías, gran devoto de Nuestro Padre Jesús —por entonces ya la principal devoción de la ciudad—, pasaría a la historia de la ciudad de Jaén por legar, siendo depositario su hermano Diego Frías de Montemayor, dos mil pesos de plata, divididos en dos tandas, para construir una capilla propia para la imagen titular del convento de Carmelitas Descalzos. Por un lado, mil quinientos pesos para que: 

... se edifique una capilla a Jesús Nazareno que está en dicho convento de Carmelitas Descalzos de aquella ciudad, haciendo que el maestro de fábrica a ella haga una planta en la forma que le pareciese conveniente para que la dicha capilla quede autorizada y decente, y hecha se ha de sacar a pregón, y rematarse al maestro albañil que la hiciere al precio más conveniente a toda costa y conforme a los planos que se indicaren en el remate.

Por otro lado, mandaba dedicar quinientos pesos a la realización de una lámpara de plata para alumbrar la imagen de Nuestro Padre Jesús, señalando que 

... de los dichos quinientos pesos se ha de sacar para la dotación de aceite de la dicha lámpara, y lo que sobrase después de hecha la dicha capilla por lo tocante a lo material, se ha de consumir gastando en el retablo de ello dotación de aceite, y en los ornamentos que alcanzase.

No obstante, enseguida surgieron problemas con la herencia del Capitán, ya que una prima suya, doña Ana María de Montemayor, residente en Lima, inició un pleito al considerarse heredera legítima de los bienes. Las diligencias judiciales se prolongaron hasta 1684. Serían, ya en 1687, su hermano don Diego de Frías, su sobrino Nicolás de Frías Dueñas y otros familiares y descendientes como don Lorenzo Antonio de Frías Santiago, Fr. Alejandro de Frías o Lucas Francisco de Frías y Ayala los encargados de supervisar las obras de construcción y ornamentación de la capilla.
El 20 de junio de 1687, la Cofradía de Nuestro Padre Jesús trataba con el Concejo de la ciudad de Jaén la solicitud del permiso para iniciar la actuaciones, así como la búsqueda de una ubicación apropiada en la iglesia del convento carmelitano: 

Este día se vio en la ciudad una petición de la Cofradía de Jesús Nazareno, sita en el convento de Carmelitas Descalzos de esta ciudad, diciendo que dicha Cofradía, cumpliendo con la voluntad del capitán Lucas Martínez de Frías, fundador, y con deseo de que la imagen de Jesús Nazareno, por ser tan milagrosa tenga Capilla decente, pues para ello dejo dicho capitán mil y quinientos pesos. Se llevaron maestros alarifes para que reconociendo la iglesia del dicho convento dispusiesen la parte donde se podía labrar dicha Capilla...

Este dicho año ya se iniciaría la construcción, en la cual se emplearía piedra procedente de una cantera sita en la Fuente del Peral, en el pago de Almodóvar. El traslado de la piedra sería sufragado por la familia Frías.
El legado de don Lucas Martínez de Frías para la construcción de la Capilla pronto se mostró insuficiente debido a la suntuosidad de la misma, por lo que tanto la Cofradía de Nuestro Padre Jesús como la familia Martínez se mostraron incapaces de afrontar tales ingentes gastos, solicitando el 21 de agosto de 1693 al Ayuntamiento ayuda. Este último decidió dedicar los ingresos obtenidos en unas corridas de toros, repitiéndose esta operación varias ocasiones más hasta su finalización, actuando de igual manera respecto a la capilla de la Virgen de la Capilla: 

se habían hecho casi del todo, y les faltaba para poderlo perfeccionar algunas cantidades de maravedíes que con dificultad se habían de recoger si por la ciudad no se ayudaba con dar providencia de que hiciesen dos correrías de toros, aplicando el producto que se juntase de la venta de la plaza a dichos santuarios.

Aprovechando el desnivel de la calle, se construyó, a cargo de la familia Frías, una cripta de dos estancias para dar sepultura tanto a los miembros de dicha familia como a los de la Cofradía.
El día 31 de julio de 1717, veintisiete años más tarde del legado realizado y el deseo expresado por don Lucas Martínez de Frías, se inauguraban y abrían al culto de Nuestro Padre Jesús la capilla y camarín.

## Calle Pocasangre
En el barrio de San Ildefonso, Jaén, existe una calle, hoy llamada de San Fernando, que fue conocida también como calle Pocasangre. Alfredo Cazabán sostenía que en una de las casonas que se conservaban a principios del siglo XX en esta calle fue en la que nació o vivió el Capitán Pocasangre, si bien otras fuentes sostienen que este nombre viene de que la calle estaba dedicada a Juan López de Pocasangre, clérigo de menores en la catedral de Jaén, natural de la misma ciudad, que en los años de 1540 marchó, como el capitán, a las Indias, siendo nombrado Maestrescuela de Guatemala.